# MGR-1 Honest John
MGR-1 Honest John (M31) – amerykańska rakieta taktyczna.

## Historia
Pod koniec roku 1950  firma Douglas Aircraft Company rozpoczęła projektowanie taktycznej rakiety bojowej przenoszącej ładunek nuklearny. 2 sierpnia 1951 roku US Army zatwierdziła projekt rakiety nazwanej oficjalnie M31 Honest John. Była to prosta rakieta z silnikiem na stały materiał pędny z nadkalibrową głowicą bojową. Z tyłu kadłuba umieszczono stateczniki mające charakter stabilizatorów. W magazynach pocisk przechowywano w trzech oddzielnych częściach: głowica, kadłub z silnikiem i stabilizatory. Montaż całości w warunkach polowych trwał około 5 minut. Start rakiety odbywał się z wyrzutni szynowej umieszczonej na samochodzie ciężarowym. Do startu ciężarówka stawała w miarę dokładnie w kierunku celu. Następnie pocisk podnoszono na odpowiedni kąt. Od precyzyjnego ustawienia wyrzutni na właściwy kierunek i kąta podniesienia wyrzutni zależała dokładność trafienia pociskiem. Tuż przed odpaleniem rakiety zwalniano blokadę na szynie wyrzutni i odpalano pocisk. Próby MGR-1 Honest John przeprowadzono w 1952 roku, w styczniu 1953 uruchomiono produkcję seryjną, a pod koniec tego samego roku rakieta trafiła do uzbrojenia wojska. Rakieta mogła być uzbrojona w konwencjonalną głowicę bojową lub głowicę z ładunkiem atomowym W-7 o mocy 20 kT. Wiosną 1954 roku do Europy przerzucono pierwszy dywizjon tych rakiet. Planowano, aby w drugiej połowie lat 50. każda amerykańska dywizja stacjonująca w Europie posiadała własny dywizjon rakiet Honest John. Po wyposażeniu US Army rakiety MGR-1 zaczęły być dostarczane do większości państw NATO. Największą wadą rakiety był jej mały zasięg – 25 km, dlatego w 1954 roku opracowano nową jej wersję. Wymieniono silnik na lżejszy i dysponujący większym ciągiem. Nowa jednostka napędowa, tak samo jak poprzednia wyprodukowana przez Hercules Powder Company, miała ciąg ok. 685 kN wobec 410 kN poprzedniego typu. Wprowadzone zmiany umożliwiły uzyskanie maksymalnego zasięgu 45 km. Dzięki zastosowaniu nowego silnika zmniejszyły się gabaryty pocisku (długość mniejsza o 38,10 cm). Nowy pocisk oznaczony jako M50 wszedł na uzbrojenie US Army w 1959 roku, a później został dostarczony NATO-wskim sojusznikom. W 1962 roku oba typy M31 i M50 otrzymały nowe oznaczenie – odpowiednio MGR-1A i MGR-1B. Równolegle z nowym typem rakiety na uzbrojenie weszła nowa głowica atomowa W-31 o mocy 20 kT. W 1972 roku rakiety Honest John zostały wycofane z uzbrojenia US Army. Pod koniec lat 70. wycofały je Niemcy, a na początku lat 80. pozostałe państwa NATO.

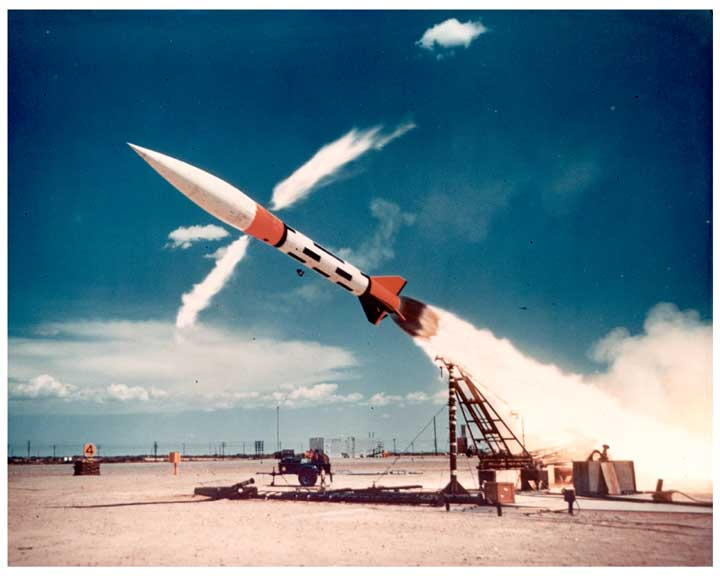
Start rakiety MGR-1B

## Dane techniczne
| Dane techniczne        | MGR-1A                                     | MGR-1B                                          |
| ---------------------- | ------------------------------------------ | ----------------------------------------------- |
| Zasięg maksymalny      | 25 km                                      | 45 km                                           |
| Zasięg minimalny       | 6 km                                       | 6 km                                            |
| Prędkość lotu          | 2,3 Ma                                     | 2,3 Ma                                          |
| Sposób kierowania      | niekierowany                               | niekierowany                                    |
| Długość całkowita      | 8,31 m                                     | 7,93 m                                          |
| Średnica kadłuba       | 0,76 m                                     | 0,76 m                                          |
| Rozpiętość usterzenia  | 0,97 m                                     | 0,97 m                                          |
| Masa całkowita pocisku | 2640 kg                                    | 1965 kg                                         |
| Napęd                  | Herkules M6 na stały materiał pędny 410 kN | Silnik rakietowy na stały materiał pędny 685 kN |

## Użytkownicy[1]
- Belgia
- Dania
- Francja
- Grecja
- Niemcy
- Holandia
- Japonia
- Kanada
- Korea Południowa
- Norwegia
- Turcja
- Włochy
- Wielka Brytania
- Stany Zjednoczone